# 康納爾·特魯曼
康納爾·喬·特魯曼（英語：Connal Joe Trueman，1996年3月26日—）是一名英格蘭足球運動員，司職門將，現時效力英乙球會米爾頓凱恩斯。

## 球會生涯
特魯曼在2007年加入伯明翰青訓學院，在2012年7月獲得球會獎學金。2014年6月，他簽下一份為期一年的職業合同，附有一年延長權。2014年10月作客布莱克本流浪者，由於首席守門員达伦·兰多夫停賽，而三號守門員尼克·汤森德被外借且沒有召回條款，因此特魯曼獲分發一線隊球衣號碼，成為該場比賽的替補球員。之後他被外借至英格蘭足球全國聯賽北球會利明頓，踢了兩場聯賽以及一場英格蘭足總盃比賽。
2014/15球季末，球會延長了特魯曼的合約一年。2016年4月，他再次與球會簽下一份一年合約，附有一年延長權。2016年4月30日主場對米德尔斯堡，由於湯馬士·古斯錫因傷缺陣，因此亚当·莱格兹丁斯取代了他的先發位置，而特魯曼則首次在該球季成為替補守門員，包括球季閉幕戰作客卡迪夫城。此外他是預備隊參加伯明翰高級盃決賽時的替補守門員，但球隊最終不敵索利赫爾摩爾。2016年9月13日作客雷丁，古斯錫在熱身時受傷，特魯曼由此再一次成為比賽中的替補球員，直至4場比賽後古斯鍚康復，他才把替補位置讓回給莱格兹丁斯。2017年5月，特魯曼與球會簽下一份新的三年合約。
2018年大卫·斯托克戴尔的加盟，使得特魯曼成為第四守門員，隨後他被外借到索利赫爾摩爾直至2018年1月。9月，由於斯托克戴尔受傷，使球會只有一名守門員可用，因此特魯曼被召回成為古斯錫的替補球員。當斯托克戴尔傷愈後，教練史蒂夫·科特里爾選擇保留特魯曼在替補位置上，但新教練加里·蒙克3月上任後便改變這做法。
2017/18季末，蒙克告訴古斯錫和斯托克戴尔他們能自由轉會，而兩人皆沒有隨隊參加季前熱身賽。蒙克求購伊普斯维奇守門員巴尔托什·比亚乌科夫斯基失敗後，特魯曼成為季前熱身賽的首席守門員。2018/19球季揭幕戰，他首次代表球會一隊上場參加聯賽，以2-2戰平诺里奇城。儘管新守門員李爾·甘普自由轉會至伯明翰，他仍以先發身份上場對米德尔斯堡。之後下場比賽特魯曼把一號位置讓給甘普。